# إميل كوب
إميل، جيستان لويس كومب، ولد في6 سبتمبر 1835في روكويكورب ( تارن ) وتوفي يوم 25 ماي 1921 في بونس ( شارينت ماريتيم ) وهو سياسي فرنسي ترأس حكومة تحالف اليسار من يونيو 1902 إلى يناير 1905 التي أصدرت قوانين العلمانية الفرنسية

## نشأته وبداياته السياسية
درس اللاهوت لكي يصبح راهبا، ولكنه تخلى عن الفكرة قبل الترسيم. حصل على الدبلو م الأول في 1860 ودرس الطب، وتخرج في العام 1867 وفتح عيادة في بونس. انتخب في 1867 رئيسا لبلدية بونس وظل في هذا المنصب حتى العام 1919. ترشح عام 1881 عن اليسار الديمقراطيي لمجلس الشيوخ (بالفرنسية: ٍSénat) ولكنه لم ينجح، وأعاد الكرة عام 1885 ونجح بدخول مجلس الشيوخ عن محافظة شارينت ماريتيم. في 1893 انتخب نائبا لرئيس المجلس. صب كومب اهتمامه على قضايا التعليم وشارك في عدد من اللجان البرلمانية. مثل كومب مواقف إصلاحية لبرالية ودفعه موقفه النقدي من الكنيسة الكاثوليكية إلى الانضمام إلى المحفل الماسوني.

## كومب والجزائر
زار أيضا مستعمرة الجزائر ثلاث مرات في الأعوام 1892 إلى 1894واتخذ مواقفا نقدية حيال سياسات فرنسا التعليمية تجاه السكان الأصليين وطالب بتعليم ابتدائي يحترم ثقافتهم ومعتقداتهم ولغتهم وانتقد تصدير الثقافة الفرنسية دون تكييف مع الظروف المحلية، وأيد إعادة الاعتبار إلى نظام المدرسة الجزائري. في نوفمبر 1895 انضم إلى حكومة ليون بورجوا وزيرا للأشغال العامة إلى أن استقال مع زملائه بعد بضعة أشهر.

## رئيس حكومة العلمانية
بعد انتصار تحالف اليسار في انتخابات 1902 ترأس الحكومة الفرنسية التي شغل فيها أيضا منصب وزير الداخلية. وصبت هذه الحكومة جهودها على الحد من سلطات الكنيسة، وأصدرت بالتحالف مع النواب الجمهوريين قانون 1901 الذي حدد العلاقة بين الدولة والمؤسسات الدينية وشكل بداية فصل الدولة عن الدين في فرنسا. بناء على قوانين العلمانية الجديدة أغلقت في فترة حكم كومب 10000 مدرسة تابعة للكنيسة. واجهت سياسة حكومة كومب اليسارية تجاه الكنيسة معارضة حادة من الأحزاب المحافظة. في مواجهة حملات المعارضة الاحتجاجية تشدد كومب في تطبيق قوانين العلمانية وسمّاه أنصاره بالـ«أب الصغير». حاول كذلك السيطرة على الجيش بسحب نظام الترقيات من الجنرالات ووضعه بيد وزير الدفاع، وتعرضت حكومته لفضيحة عندما كُشف عن تجسس وزير الدفاع (الماسوني أيضا) على سلوك الضباط الديني من أجل استبعاد الكاثوليك المحافظين. أدى الخلاف بين الأحزاب الاشتراكية والراديكالية إلى تصدع الحكومة، واستقال كومب في 17 يناير 1905، فيما واصلت الحكومة سياساته ونجحت في تمرير قانون العلمانية عام 1905.
وُصفت حكومة كومب بأنها فترة اصلاحات اجتماعية لا مثيل لها في الجمهورية الفرنسية الثالثة: تحديد يوم العمل، لأول مرة، بثماني ساعات في المناجم وعشر ساعات للعمال، تقصير الخدمة العسكرية من 3 أعوام إلى عامين، إلغاء إعفاء أبناء الطبقة الوسطى من الخدمة العسكرية، مساعدات إجتماعية للمرضى والعجزة.

## وفاته
توفي كومب في 25 مايو 1921 في بونس ودفن فيها.

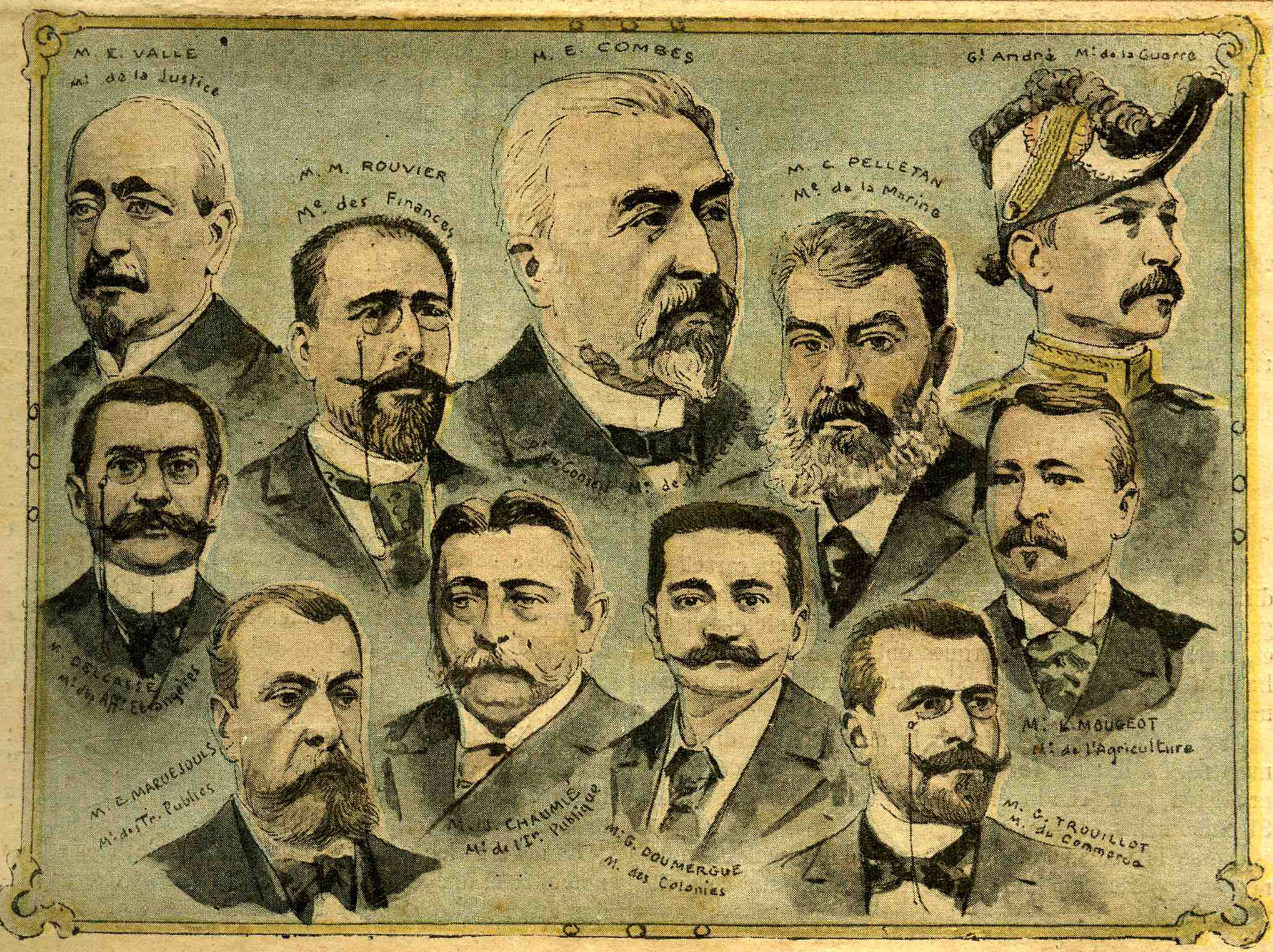
" الوزارة الجديدة »(1902).

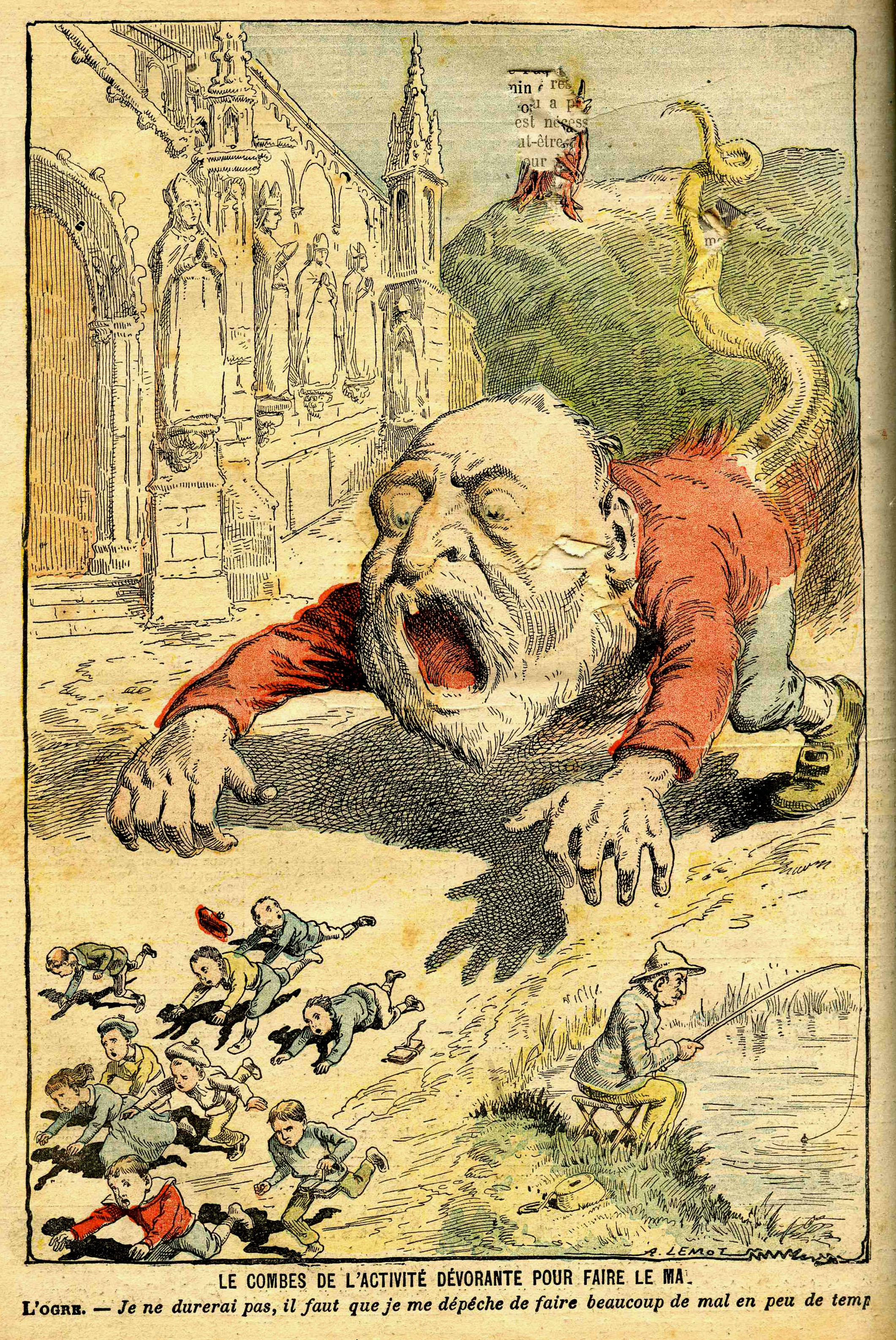
كاريكاتير معارض لسياسات كومب المعادية للكنيسة تصوره مصدرا للشر(كاريكاتير لأخيل ليموت ، لو بيليرين ، 27 يوليو ، 1902).

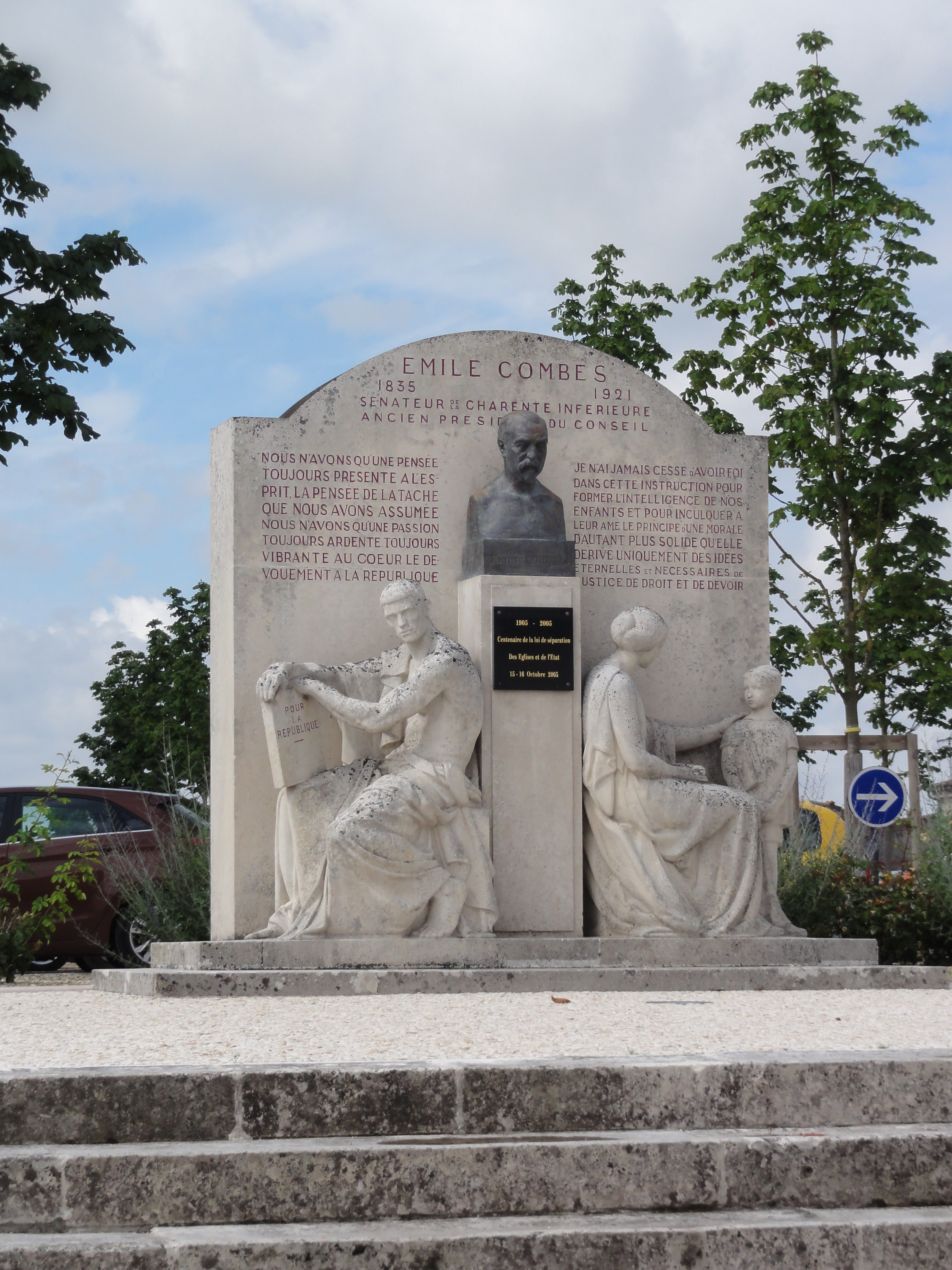
ضريح إميل كوب في بونس.